# Fiódor Diachenko
Fiódor Trofimovich Diachenko (en ruso: Фёдор Трофимович Дьяченко; Betiagi, Imperio ruso, 16 de junio de 1917 – San Petersburgo, Rusia, 8 de agosto de 1995) fue un francotirador soviético que combatió en las filas del Ejército Rojo durante la Segunda Guerra Mundial donde mató a 425 soldados y oficiales enemigos.

## Biografía

### Infancia y juventud
Fiódor Diachenko nació el 16 de junio de 1917 en la pequeña localidad rural de Betiagi (actualmente Veliki Krynki en el raión de Glóbinskiy del óblast de Poltava en Ucrania), en el seno de una familia campesina de origen ucraniano. En 1934 se graduó en la escuela local, después trabajó en una granja colectiva y luego como yesero en varias obras de construcción en el Cáucaso y Norilsk.

### Segunda Guerra Mundial
En 1942 fue llamado a filas en el Ejército Rojo. Desde ese mismo año participó como francotirador en diversos combates en el Frente de Leningrado, integrado en el 187.º Regimiento de Fusileros de la 72.ª División de Fusileros del 42.º Ejército. En 1943 se afilió al Partido Comunista, para el año siguiente, en febrero de 1944, había matado a 425 soldados y oficiales alemanes.
En enero de 1944, resultó herido por un fragmento de proyectil, después de recuperarse nunca regresó al combate. En su lugar fue enviado a cursos político-militares para oficiales del Frente de Leningrado. Después de graduarse, fue nombrado organizador del partido en el batallón de la Escuela Militar de Comunicaciones de Leningrado.
El 21 de febrero de 1944, por Decreto del Presídium del Sóviet Supremo de la Unión Soviética «Sobre la concesión del título de Héroe de la Unión Soviética a oficiales, sargentos y soldados rasos del Ejército Rojo», por el «coraje, el heroísmo y las altas habilidades de francotirador mostradas en las batallas contra los invasores nazis» fue galardonado con el título de Héroe de la Unión Soviética con la concesión de la Orden de Lenin y la medalla Estrella de Oro N.º 893.

### Posguerra
Después del final de la guerra continuó sirviendo en el ejército. En 1949 se graduó de la Escuela Político-Militar y luego sirvió en las escuelas militares y en la comisaría militar del raión de Kirovsky de la ciudad de Leningrado. El 21 de noviembre de 1962 se retiró del servicio activo en el ejército con el grado de mayor, a partir de entonces vivió en la ciudad de Leningrado, donde trabajó como ingeniero sénior en la fábrica Kírov. Murió el 8 de agosto de 1995 y fue enterrado en el cementerio Kovalevsky de la ciudad.

## Condecoraciones
|  | Héroe de la Unión Soviética (N.º 893; 21 de febrero de 1944)        |
|  | Orden de Lenin (21 de febrero de 1944)                              |
|  | Orden de la Estrella Roja (21 de diciembre de 1942)                 |
|  | Orden de la Guerra Patria de 1.er grado (11 de marzo de 1985)       |
|  | Medalla por el Servicio de Combate (13 de junio de 1952)            |
|  | Cruz por Servicio Distinguido (13 de julio de 1944; Estados Unidos) |